# Mikio Satō
Mikio Satō (佐藤 幹夫?, Satō Mikio; Tokyo, 18 aprile 1928 – Kyoto, 9 gennaio 2023) è stato un matematico giapponese, vincitore del premio Wolf nel 2002.